# ひこうき雲 (荒井由実のアルバム)
『ひこうき雲』（ひこうきぐも、英題：Vapor Trail）は、荒井由実（現：松任谷由実）の1枚目のアルバム。1973年（昭和48年）11月20日に東芝EMI株式会社からリリースされた。規格品番：ETP-9083・ETP-72051（LP）、ZA-1578・ZT25-326（CT）。

## 解説
本作にはデビュー・シングル曲「返事はいらない」や翌年のシングル曲「きっと言える」とそのB面の「ひこうき雲」が収録されている。デビュー・シングルは300枚しか売れなかったため「幻のデビュー・シングル」とも呼ばれており、荒井の名を広く知らしめたのは後者の2曲である。フォーク全盛の当時において、プロコル・ハルムやミッシェル・ポルナレフの影響を受けたとされる荒井の作品は、衝撃を持って受け止められた。なお「ひこうき雲」については荒井自身が2013年の『SONGS』（NHK）において、ともに愛好する音楽であるクラシックとポップスのギャップについて解決できなかった部分を、プロコル・ハルムの楽曲に影響を受け彼女自身で解釈し、表現できるようになったと語っている。
バック・バンドを務めたキャラメル・ママ（のちのティン・パン・アレー）は、後に夫となる松任谷正隆がキーボード奏者として参加しているほか、細野晴臣（ベース）、鈴木茂（ギター）、林立夫（ドラム）という、当時の日本を代表するミュージシャンで構成されている。プロデューサーの有賀恒夫によると、当初はバックバンドの演奏に比べ荒井の歌唱の未熟さが目立ち、繰り返しの歌の録音の末に本作が完成するまでには1年以上の時間を要したという。
ジャケットデザインは、教会音楽を多く扱う名門古楽レーベル『アルヒーフ』のジャケットを模したものと言われている（松任谷正隆などによる）。ジャケットデザインはユーミンの希望によるとされる。また、ジャケットデザインについては、笑い話として、中央上部に入れた ALFA のロゴは、東芝から外すように命じられ、東芝のディレクターの名前を入れるようにねじ込まれたとされ、いつか自分のレコード会社を設立しようと心に誓ったとされる。ブックレットのイラストはユーミン自身が手がけ、少女から大人への変化を綴った「誕生日」という詩が収められている。
音楽配信を機に本人監修のもと、全曲の英語表記が公式に発表された。
2010年（平成22年）1月16日、NHK-BS2にて、録音されたアルバムのマスターテープを聴きながらレコーディング当時について振り返る『MASTER TAPE〜荒井由実「ひこうき雲」の秘密を探る〜』という特番が放送された。出演は松任谷由実、細野晴臣（ベース）、松任谷正隆（キーボード）、林立夫（ドラム）、有賀恒夫（『ひこうき雲』レコーディング・ディレクター）、吉沢典夫（『ひこうき雲』レコーディング・エンジニア）、駒沢裕城（スチール・ギター）。VTR出演は村井邦彦（『ひこうき雲』プロデューサー、元アルファレコード社長）、雪村いづみ（荒井のデビュー前に「ひこうき雲」をレコーディング）、シー・ユー・チェン（荒井がおっかけをしていた「ザ・フィンガーズ」の元ベース）。ナレーションは小島聖。制作・著作：NHK、エイベックス&イースト。制作統括：林信男、波多野健。構成：中川真由美、演出：片岡K。

## 収録曲
| 全作詞・作曲: 荒井由実、全編曲: 荒井由実、キャラメル・ママ。 |                                                                           |          |            |      |
| #                                                            | タイトル                                                                  | 作詞     | 作曲・編曲 | 時間 |
| 1.                                                           | 「ひこうき雲 -Vapor Trail-」                                              | 荒井由実 | 荒井由実   | 3:26 |
| 2.                                                           | 「曇り空 -Cloudy Weather-」                                               | 荒井由実 | 荒井由実   | 3:02 |
| 3.                                                           | 「恋のスーパー・パラシューター -Super Parachuter of Love-」               | 荒井由実 | 荒井由実   | 2:55 |
| 4.                                                           | 「空と海の輝きに向けて -Toward The Sky and Gleaming Sea-」(album version) | 荒井由実 | 荒井由実   | 4:14 |
| 5.                                                           | 「きっと言える -I Know I Can Tell You-」                                  | 荒井由実 | 荒井由実   | 2:55 |
| 合計時間:                                                    | 合計時間:                                                                 | 16:32    |            |      |

| 全作詞・作曲: 荒井由実、全編曲: 荒井由実、キャラメル・ママ。 |                                                      |          |            |      |
| #                                                            | タイトル                                             | 作詞     | 作曲・編曲 | 時間 |
| 6.                                                           | 「ベルベット・イースター -Velvet Easter-」           | 荒井由実 | 荒井由実   | 3:45 |
| 7.                                                           | 「紙ヒコーキ -Paper Plane-」                         | 荒井由実 | 荒井由実   | 2:46 |
| 8.                                                           | 「雨の街を -In The Rainy Town-」                     | 荒井由実 | 荒井由実   | 4:20 |
| 9.                                                           | 「返事はいらない -No Need To Reply-」(album version) | 荒井由実 | 荒井由実   | 2:54 |
| 10.                                                          | 「そのまま -Don't Change-」                          | 荒井由実 | 荒井由実   | 3:13 |
| 11.                                                          | 「ひこうき雲 -Vapor Trail-」(short version)          | 荒井由実 | 荒井由実   | 0:56 |
| 合計時間:                                                    | 合計時間:                                            | 17:54    |            |      |

### 楽曲解説
1. ひこうき雲
  - 2枚目のシングルB面曲。1989年発売の8cmシングルのみオリジナルと別ミックスで収録され、こちらは現在では入手困難である。
2. 曇り空
  - バックコーラスの男声は、松任谷正隆が担当した。アルペジオで使われているギターはホセ・フェリシアーノにフラメンコギターを教えた川添象郎の持ち物で、当時で500万円する高価な物であった。
  - カバー：キリンジ（2002年）、辻香織（2004年）、yanokami（2011年）
3. 恋のスーパー・パラシューター
  - お気に入りだったジミ・ヘンドリックスが、兵役でパラシュート部隊に属していたことにヒントを得た楽曲。
4. 空と海の輝きに向けて（album version）
  - デビュー・シングルのB面曲。シングル盤とは別テイク。
5. きっと言える
  - 2枚目のシングル。曲中転調を繰り返す。
6. ベルベット・イースター
7枚目のシングル『翳りゆく部屋』B面としてシングル・カットされた。
カバー：川越美和（1991年）、本木雅弘（1992年）、NOKKO（1998年）、中森明菜（2009年）、七尾旅人（2011年）、田村芽実（2020年）
7. 紙ヒコーキ
眼下の町へ飛ばした紙ヒコーキと夢中になる自分にふと気付いた心を描写した曲。「きっと言える」と時を同じくしてアサヒ飲料「旨茶」CMソング、後にテレビ東京系『有吉ぃぃeeeee!そうだ!今からお前んチでゲームしない?』2022年3月度エンディングテーマに起用された。
8. 雨の街を
歌唱前に「私の一番好きな曲です」と前置きする楽曲。
TBS系ドラマ『ルージュの伝言』でドラマ化された（第16話、主演・水島かおり）。
カバー：桂木文（1982年）、畠山美由紀（2002年）、松本孝弘（2003年）、JUJU（2022年）
9. 返事はいらない（album version）
デビュー・シングル。アレンジを変えて収録されている。
10. そのまま
ユーミンが中学生の頃、友人が書いた英語の歌詞に曲を付けて欲しいと頼まれ作曲したのだが、「イメージが合わない」と友人から却下されてしまった。原因は歌詞の中の「bitch」をスラング（あばずれの意）だと思わずに普通に「犬（雌犬）」だと思い込んで作曲してしまったことだった。その後ユーミン自身で歌詞を付け直した。
11. ひこうき雲（short version）
デモテープの音源が短く収録されている。

## 参加ミュージシャン
- ピアノ：荒井由実
- ベース：細野晴臣
- キーボード：松任谷正隆
- ギター：鈴木茂
- ドラム：林立夫
- ナイロン・ストリングス・ギター：細野晴臣（A-1, A-5）
- パーカッション：松任谷正隆（A-3）、鈴木茂（A-3）、林立夫（A-3, A-5, B-4）、小原礼（B-4）
- バンジョー：松任谷正隆（B-5）
- フルート：宮沢昭（A-2）
- コーラス：松任谷正隆（A-2）、Singers Three（A-3）、荒井由実（B-4）
- テナー・サックス：西条孝之介（A-5）
- スチール・ギター：駒沢裕城（B-2, B-5）
- ハンドクラッピング：レコーディング・スタッフ（B-1）

## 再発盤
一時期は音源の原盤権の都合で、アルファレコードから発売されたこともある。
2000年（平成12年）4月26日にLPのブックレットを復刻し、バーニー・グランドマンによるデジタルリマスタリングで音質を大幅に向上したリマスター盤CD（TOCT-10711）をリリース。2005年（平成17年）3月10日より音楽配信が開始された。

### 40周年記念盤
- 表題曲「ひこうき雲」が主題歌として採用されたスタジオジブリ映画『風立ちぬ』の公開と、オリジナル盤発売から40周年を記念した企画盤で、「荒井由実」の名義で発売。また、EMIミュージック・ジャパン消滅に伴う移籍後初の作品となった。
- 2形態での発売となり、CD+DVDの2枚組のものと、そこにLPがついた3枚組のものが発売される。いずれも宮崎駿の18枚の絵で構成されたLPサイズの絵本仕様、完全生産限定となる。
- 発売に先駆け、2013年7月3日に「ひこうき雲」が配信限定シングルとしてリリースされた。ジャケットは「風立ちぬ」バージョンとなっている。

#### 収録内容

##### CD / LP
- オリジナル盤の2013年デジタル・リマスタリング版
- アナログ盤：180g重量盤

##### DVD
- ひこうき雲　ミュージッククリップ
発売から40年を経て製作された。監督は2011年に映画『エンディングノート』で数々の賞を受賞し、注目を集めた砂田麻美。
- ひこうき雲 (RE-MIX) / 荒井由実×松任谷由実 (ミュージック＋静止画)
ストリングスアレンジと、松任谷由実のアディショナル・ボーカルが追加されたリミックス・バージョンを収録。

## 発売履歴

### 参考サイト
- アルバム－ひこうき雲 / yuming.okitsune.com
- 主な復刻、再発リスト / yuming.okitsune.com

| 発売日         | レーベル                   | 規格      | 規格品番   |                                                            |
| -------------- | -------------------------- | --------- | ---------- | ---------------------------------------------------------- |
| 1973年11月20日 | 東芝EMI / Express          | LP        | ETP-9083   |                                                            |
| 1975年4月20日  | 東芝EMI / Express          | LP        | ETP-72051  |                                                            |
| 1976年1月25日  | 東芝EMI / Express          | LP        | YA-8578    |                                                            |
| 1976年1月25日  | 東芝EMI / Express          | CT        | ZA-1578    |                                                            |
| 1979年2月5日   | 東芝EMI / Express          | CT        | ZT25-326   |                                                            |
| 1979年7月5日   | 東芝EMI / Express          | CT        | ETP-50051  |                                                            |
| 1979年10月25日 | アルファ・レコード         | CT        | ALC-506    |                                                            |
| 1980年1月21日  | アルファ・レコード         | LP        | ALR-4006   |                                                            |
| 1983年11月     | アルファ・レコード         | CD        | 35XA-1     |                                                            |
| 1987年2月24日  | アルファ・レコード         | CD        | 32XA-121   |                                                            |
| 1989年9月10日  | アルファ・レコード         | CD        | 34A2-28    | ゴールド・ディスク。                                       |
| 1993年3月21日  | アルファ・レコード         | CD        | ALCA-463   |                                                            |
| 1994年7月27日  | アルファ・レコード         | CD        | ALCA-9029  |                                                            |
| 1998年6月24日  | アルファ・レコード         | CD        | ALCA-5241  | 紙ジャケット仕様。                                         |
| 2000年4月26日  | ユニバーサル・ミュージック | CD        | TOCT-10711 |                                                            |
| 2004年2月18日  | ユニバーサル・ミュージック | CD        | TOCT-25350 |                                                            |
| 2005年3月10日  | ユニバーサル・ミュージック | 配信      | -          | パソコン向け。OMA:132kbps、WMA:128kbps、AAC: 128kbpsなど。 |
| 2005年3月10日  | ユニバーサル・ミュージック | 配信      | -          | モバイル向け。                                             |
| 2013年7月31日  | ユニバーサル・ミュージック | CD+DVD    | TOCT-29190 |                                                            |
| 2013年8月14日  | ユニバーサル・ミュージック | LP+CD+DVD | TOJT-29190 |                                                            |
| 2013年10月2日  | ユニバーサル・ミュージック | CD        | TYCT-69031 |                                                            |
| 2018年9月24日  | ユニバーサル・ミュージック | 配信      | -          | AAC-LC/256kbpsなど各種。                                   |
| 2019年9月18日  | ユニバーサル・ミュージック | 配信      | -          | ハイレゾ・24bit/96kHz。                                    |